# 格洛克
- 關於F1車手，請見「蒂姆·格洛克」。
- 關於同名手槍系列，請見「格洛克手槍」。
- 關於同名刺刀系列，請見「格洛克刺刀」。

格洛克有限責任公司（GLOCK GmbH）是位於奧地利德意志瓦格拉姆市（Deutsch-Wagram）的武器承包商，創辦於1963年。格洛克以生產可靠的手槍而聞名。

## 歷史
格斯通·格洛克於1963年在奧地利德意志瓦格拉姆市成立了格洛克兩合公司（GLOCK KG），起初僅有3名員工負責生產公司的各類木、聚合物與金屬製產品。格洛克於1970年代開始推出各類軍用產品，如FM 78野戰刀、破片手榴彈及訓練手榴彈的零件、以及機槍彈鏈等。於1980年代初，為了回應奧地利陸軍的需求，推出了首款格洛克手槍──格洛克17。1983年推出了格洛克工兵鏟。於1986年，格洛克打進美國市場並於喬治亞州士麥那開設了美國分公司。翌年，於奧地利費拉赫建立了第二所工廠。
踏入2000年，格洛克在瓦格拉姆市建成了其「千禧工廠」，以應付對格洛克手槍持續增長的需求。2002年起格洛克開始生產戰術槍燈，並發展成一系列的可見光/紅外光/紅點雷射配件。2014年，格洛克正式投入東方市場，並於斯洛伐克首都成立了格洛克有限責任公司（GLOCK s.r.o.）。2016年，格洛克贏得了一份聯邦調查局價值可達8500萬美元的合約，及後在2019年贏得另一份價值8500萬美元，來自美國海關及邊境保衛局的合約，兩份合約皆為提供使用9×19公釐魯格彈的手槍以替換現有的.40手槍，格洛克為此分別推出了M系列格洛克手槍及CBP版格洛克手槍。格洛克亦曾參與美軍的模組化手槍系統競爭，惟最終由SIG Sauer勝出，格洛克提出的反對訴訟亦被駁回，後來格洛克以其模組化手槍系統修改成格洛克19X，並成為公司第一款混合型手槍，銷售亦取得空前成功。
2020年9月15日，美國聯邦地區法院佐治亞州北區亞特蘭大分庭宣佈格洛克控告軟氣槍分銷商AirSplat勝訴。格洛克在2014年2月提告AirSplat銷售的軟氣槍侵犯了「GLOCK」、「Gen4」等商標。最終法院判決AirSplat導致格洛克損失超過225萬美元，並頒佈永久禁令，禁止AirSplat及其他人仿製及銷售任何侵犯格洛克手槍、外觀及商標的仿製軟氣槍。另外本案的被告AirSplat亦在2012年被Umarex控告銷售侵犯黑克勒-科赫專利的軟氣槍。

## 概觀
- 第一種格洛克手槍的測試型是格洛克17，於1980年代面世，是為了回應奧地利陸軍的需求而製造的，該手槍使用9毫米魯格彈，彈匣的容量有17發－以當時手槍慣有的容量而言相當大。格洛克系列手槍相當受司法單位、平民與罪犯的歡迎。
- 格洛克是第一間成功打敗史密斯威爾森在市場的位置的公司（格洛克22 & 格洛克23－1990年）。
- 格洛克22是美國境內最受歡迎的警察配槍[12]，並且有超過60%的警力已經在使用格洛克手槍。
- 格洛克手槍各型號能分別使用多種口徑，包括了9毫米魯格彈、.40 S&W、.357 SIG、.380（英语：.380 ACP）、10毫米Auto，.45 ACP，.45 GAP（英语：.45 GAP）（GLOCK Automatic Pistol）及.22 LR。
- 格洛克手槍系列中首款編號為17，格洛克解釋為格洛克17命名自格斯通·格洛克在開發格洛克手槍時所提交的專利數目，而格洛克17為公司第17項專利[13]。

## 產品

### 格洛克手槍
格洛克手槍為一系列聚合物底把擊針平移式手槍，有多種口徑及尺寸可供選擇，同時亦有大量第三方生產商配件可供升級或改造格洛克手槍。格洛克手槍因其高可靠性而被大量軍警單位使用，同時在民用市場中亦被大量用於運動射擊及個人防衛用途。格洛克手槍的構造相對於當時其它手槍亦較簡單，部件數量約為其它手槍的一半左右。雖然格洛克手槍並非世上首款聚合物底把擊針平移式手槍，但它的出現及其人氣令其他生產商開始生產不同的聚合物底把手槍。

### 格洛克野戰刀

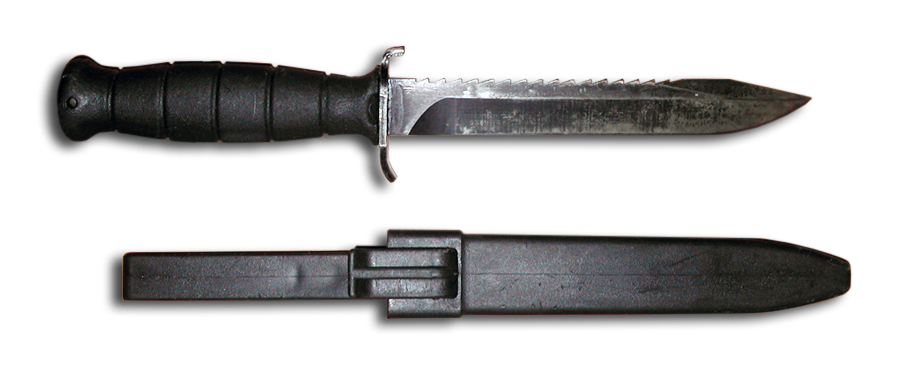
FM 81生存刀

格洛克野戰刀共有兩款，分別為FM 78野戰刀及FM 81生存刀。兩者差異為FM 81在刀背加上了鋸齒。格洛克現已將黑色刀柄以外的FM 78停產，而FM 81則有四種顏色的刀柄供選擇。

### 格洛克工兵鏟

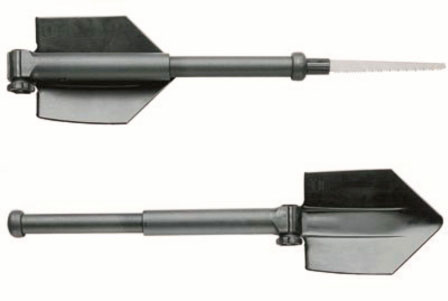
格洛克工兵鏟

格洛克工兵鏟的剷頭可在三個位置鎖定以分別作挖掘、剷泥及砍割用，工兵鏟的手柄亦內藏一把175毫米長的鋸片。工兵鏟完全摺疊時尺寸為260×150×60毫米，可收納在格洛克為其生產的尼龍收納袋中，並可安裝在腰帶或背包上攜帶。

## 市場反應
- 格洛克公司宣稱他們在逾一百個國家中銷售了2千5百萬把以上的格洛克手槍。
- 格洛克手槍在美國的司法執行單位中十分普遍；有許多的估計格洛克在美國警察單位中所被使用的比率逾60%，在他們的網站上則宣稱有65%的比例。美國聯邦調查局讓每一個從美國聯邦調查局學院畢業的幹員使用格洛克22或格洛克23（後者較受歡迎）。
- 格洛克公司宣稱「安全機動」的設計能增加扣扳機的順暢性，名字甚至被誤用於任何昂貴的黑色手槍。

## 延伸閱讀
- Boatman, Robert H. Living With Glocks: The Complete Guide to the New Standard in Combat Handguns. Paladin Press, Boulder. 2002. ISBN 1-58160-340-1.
- Kasler, Peter Alan. Glock : The New Wave in Combat Handguns. Paladin Press, Boulder. 1992. ISBN 0-87364-649-5.
- Sweeney, Patrick. The Gun Digest Book of the Glock: A Comprehensive Review: Design, History, Use. Krause Publications, Iola, Wis. 2003. ISBN 0-87349-558-6.
- Sweeney, Patrick. The Gun Digest Book of the Glock, 2nd Edition. Gun Digest Books, Iola, Wis.  2008.  ISBN 0-89689-642-0.
- Taylor, Robin. The Glock in Competition, 2nd Edition. Taylor Press, Bellingham. 2005. ISBN 0-9662517-4-1.

## 外部連結
- 格洛克手槍競技射擊基金會網站 （页面存档备份，存于）
- 格洛克論壇 （页面存档备份，存于）
- Nazarian's Gun's Recognition Guide （页面存档备份，存于）